# Ivan Paunić
Ivan Paunić (in serbo Иван Паунић?; Belgrado, 27 gennaio 1987) è un ex cestista serbo.

## Carriera
Con la Serbia ha disputato i Campionati mondiali del 2010 e due edizioni dei Campionati europei (2009, 2011).

## Palmarès
- Campionato montenegrino: 1

Budućnost: 2014-15
- Coppa del Montenegro: 1

Budućnost: 2015